# Fundació Antonio Gala per a Creadors Joves
La Fundació Antonio Gala per a Joves Creadors (Fundación Antonio Gala para Jóvenes Creadores) és una institució privada sense ànim de lucre, dedicada a fomentar la creació artística. Es troba inscrita en el Registre de Fundacions del Ministeri de Cultura d'Espanya, reconeixent així l'interès general dels seus fins.
Fundada per l'escriptor Antonio Gala a la ciutat de Còrdova, en 2002, té la seva seu en el Convent del Corpus Christi, construït en el segle xvii. El lema de la Fundació és un vers en llatí del Cantar dels cantessis: Posa em ut signaculum super cor tuum, la traducció del qual seria "Posa'm com un segell sobre el teu cor". El seu patrocinador principal és la Caixa d'Estalvis i Mont de Pietat de Còrdova, l'actual CajaSur.
La Fundació Antonio Gala convoca anualment unes vint places per a joves creadors d'entre divuit i vint-i-cinc anys en llengua castellana. Els artistes resideixen durant un any en la seu de la Fundació, on els artistes seleccionats són becats durant un any per a dedicar-se en llibertat i convivència als seus projectes literaris, musicals o plàstics. La Fundació no té professors, sinó que els artistes reben classes magistrals i la visita de creadors ja consagrats que els orienten i aconsellen.